# Delta (rugby à XV)
Pour les articles homonymes, voir Delta (homonymie).
Actualités
Le Delta est une franchise néerlandaise de rugby à XV basée à Amersfoort. Créée en 2021, elle évolue en Rugby Europe Super Cup.

## Historique
La franchise est créée en 2021 pour participer à la Rugby Europe Super Cup. Le but de la franchise est d'offrir des matchs de haut-niveau aux joueurs néerlandais évoluant dans le championnat local. L'équipe joue à Amsterdam. Elle est entraînée par Lyn Jones.

## Effectif 2021
Le 14 septembre 2021, le premier effectif est annoncé. 
| Nom                          | Poste            | Naissance        | Nationalité sportive | Sélections (points) | club |
| ---------------------------- | ---------------- | ---------------- | -------------------- | ------------------- | ---- |
| Lodi Buijs                   | Pilier           | 19 octobre 2000  | Pays-Bas             | 2 (0)               |      |
| Kevin Ebing                  | Pilier           |                  | Pays-Bas             |                     |      |
| Delano Jansen van der Sligte | Pilier           |                  | Pays-Bas             | 1 (0)               |      |
| Hugo Langelaan               | Pilier           | 27 mars 1990     | Pays-Bas             | 28 (0)              |      |
| Robin Moenen                 | Pilier           | 28 novembre 1995 | Pays-Bas             | 9 (5)               |      |
| Tim de Vries                 | Talonneur        |                  | Pays-Bas             |                     |      |
| Jim Boelrijk                 | Deuxième ligne   | 6 février 1994   | Pays-Bas             | 8 (5)               |      |
| Rijk Gombault                | Deuxième ligne   |                  | Pays-Bas             |                     |      |
| Niels Roelfsema              | Deuxième ligne   |                  | Pays-Bas             |                     |      |
| Tom van Loon                 | Deuxième ligne   |                  | Pays-Bas             |                     |      |
| Rikkert Verhofstad           | Deuxième ligne   |                  | Pays-Bas             | 4 (0)               |      |
| Stijn Albers                 | Troisième ligne  |                  | Pays-Bas             |                     |      |
| Dirk Danen                   | Troisième ligne  |                  | Pays-Bas             | 28 (35)             |      |
| Wytze Molenkamp              | Troisième ligne  |                  | Pays-Bas             |                     |      |
| Blake Nightingale            | Troisième ligne  | 2 mai 1992       | Pays-Bas             | 7 (0)               |      |
| Maxou Zerdoun                | Troisième ligne  |                  | Pays-Bas             |                     |      |
| Mark Coebergh                | Demi de mêlée    | 27 mars 1998     | Hong Kong            |                     |      |
| Amir Rademaker               | Demi de mêlée    | 1er mai 1993     | Pays-Bas             | 24 (30)             |      |
| Carlos Roberts               | Demi de mêlée    |                  | Nouvelle-Zélande     |                     |      |
| Pieter Schoonraad            | Demi de mêlée    |                  | Afrique du Sud       |                     |      |
| Mees van Oord                | Demi d'ouverture | 27 avril 1999    | Pays-Bas             | 6 (4)               |      |
| Daily Limmen                 | Centre           | 22 juin 2001     | Pays-Bas             | 3 (0)               |      |
| Castor Magis                 | Centre           |                  | Pays-Bas             |                     |      |
| Robin Schut                  | Centre           |                  | Pays-Bas             | 3 (2)               |      |
| Oliva Sialau                 | Centre           |                  | Samoa                |                     |      |
| Jort Doornenbal              | Ailier           |                  | Pays-Bas             |                     |      |
| Biagio Lorenzi Stad          | Ailier           |                  | Pays-Bas             |                     |      |
| Daan van der Avoird          | Ailier           |                  | Pays-Bas             | 1 (0)               |      |
| Te Hauora Campbell           | Arrière          |                  | Pays-Bas             | 2 (0)               |      |
| Aublix Tawha                 | Arrière          |                  | Nouvelle-Zélande     |                     |      |
| Juan Aramburu                | ?                |                  | Argentine            |                     |      |
| Bas Michel                   | ?                |                  | Pays-Bas             |                     |      |
| Christopher Raymond          | ?                |                  |                      |                     |      |
| Dirk Wieringa                | ?                |                  | Pays-Bas             |                     |      |
| Yorrick Wouwenaar            | ?                |                  | Pays-Bas             |                     |      |